# Selenicereus triangularis
Selenicereus triangularis ist eine Pflanzenart in der Gattung Selenicereus aus der Familie der Kakteengewächse (Cactaceae).

## Beschreibung
Selenicereus triangularis wächst meist lianenartig kletternd und spreizklimmend. Die scharf-dreikantigen Triebe mit zahlreichen Luftwurzeln weisen Durchmesser von 3 bis 4 Zentimetern auf. Ihre Rippen sind gerade oder um die Areolen etwas erhöht und auf der Rückseite nicht verhornt. Aus den Areolen entspringen 6 bis 8 kurze, nadelförmige, ausstrahlende Dornen, die an der Basis verdickt sind.
Die weißen Blüten sind bis zu 20 Zentimeter (und mehr) lang. Die Schuppen des Perikarpell überlappen sich ziegelförmig. Die roten, essbaren Früchte sind 2 bis 5 Zentimeter lang.

## Verbreitung, Systematik und Gefährdung
Selenicereus triangularis ist in Kuba, Jamaika, der Dominikanischen Republik und in Haiti verbreitet. 
Die Erstbeschreibung als Cactus triangularis wurde 1753 von Carl von Linné veröffentlicht. David Richard Hunt stellte die Art 2017 in die Gattung Selenicereus. Weitere nomenklatorische Synonyme sind Cereus triangularis (L.) Haw. (1812) und Hylocereus triangularis (L.) Britton & Rose (1909).
In der Roten Liste gefährdeter Arten der IUCN wird die Art als „Least Concern (LC)“, d. h. als nicht gefährdet geführt.

## Verwendung
Selenicereus triangularis wird wegen der essbaren Früchte kultiviert und gelegentlich als „lebender Zaun“ eingesetzt.

## Nachweise